# Prunus japonica
Espèce
Classification phylogénétique
Prunus japonica, aussi appelé Cerisier de Corée, est une espèce de plantes à fleurs de la famille des Rosaceae. C'est un arbre ornemental que l'on trouve en Asie.